# Jamil Khoury
Pour les articles homonymes, voir Khoury.
Pour le prénom arabe, voir Jamil.
Jamil Khoury (en arabe,  جميل خوري ; en hébreu,  ג׳מיל ח׳ורי), parfois écrit Jamil Huri, est un acteur de théâtre, de cinéma et de télévision arabe israélien chrétien, né le 18 décembre 1980 à Haïfa. Il est le fils de Makram Khoury et le frère de Clara Khoury.

## Filmographie

### Acteur

#### Cinéma
- 2004 :  La Fiancée syrienne d’Eran Riklis : Soldat
- 2006 : Be Quiet de Sameh Zoabi : Soldat israélien (comme Jameel Khoury)
- 2008 : Les Citronniers d’Eran Riklis : Mussa, le gendre de Salma
- 2008 : Mensonges d'État de Ridley Scott : Marwan (comme Jameel Khoury)
- 2010 : Miral de Julian Schnabel : Frère Amin (comme Jameel Khoury)
- 2012 : Alata de Michael Mayer : Nabil Mashrawi
- 2012 : Héritage de Hiam Abbass : Avocat

#### Télévision
- 2005 : David (TV), de la série God's Stories : Urie
- 2006 : Djihad! (TV) : Vendeur
- 2010-2011 : Le Serment (mini-série) (The Promise: Le Serment) : Kareem (comme Jameel Khoury)
- 2011 : Hatufim : Officier irakien (comme Jamil Huri)
- 2015 - 2020 : Fauda réalisé par Rotem Shamir : Responsable du Hamas en Cisjordanie : Abou Samara
- 2018 : Jack Ryan
- 2020 : Messiah réalisé par James McTeigue : Chef de milice
- 2020 : Le Bureau des légendes réalisé par Eric Rochant : Agent des services secrets égyptiens : Ramses

### Autres
- 2006 : News from Home/News from House d’Amos Gitaï (chercheur)